# Akrotiriο Purgοs-Όrmοs Kupsas-Malamο
Akrotiriο Purgοs-Όrmοs Kupsas-Malamο este o arie protejată (arie specială de conservare — SAC, sit de importanță comunitară — SCI) din Grecia întinsă pe o suprafață de 1.179,48 ha, integral marine.

## Localizare
Centrul sitului Akrotiriο Purgοs-Όrmοs Kupsas-Malamο este situat la coordonatele 40°04′12″N 23°19′10″E / 40.070042°N 23.319488°E.

## Înființare
Situl Akrotiriο Purgοs-Όrmοs Kupsas-Malamο a fost declarat sit de importanță comunitară în august 1996 pentru a proteja 1 specie de animale. Situl a fost protejat și ca arie specială de conservare în martie 2011.

## Biodiversitate
Situată în ecoregiunea marină mediteraneană, aria protejată conține 3 habitate naturale: Bancuri de nisip acoperite în permanență slab de apă marină, Straturi cu Posidonia (Posidonion oceanicae), Recifuri.
La baza desemnării sitului se află o specie protejată de  mamifere: delfin mare (Tursiops truncatus).
Pe lângă speciile protejate, pe teritoriul sitului au mai fost identificate 3 specii de plante, 1 specie de mamifere, 1 specie de nevertebrate.